# Rudolf Gercke
Rudolf Gercke (ur. 17 sierpnia 1884 w Mikołajkach, zm. 17 lutego 1947 w Marburgu) – generał piechoty Wehrmachtu, 1937-1939 szef Wydziału Transportu Naczelnego Dowództwa Wojsk Lądowych, następnie szef transportu całego Wehrmachtu. W 1945 dostał się do niewoli amerykańskiej.

## Odznaczenia
- Order Krzyża Wolności I Klasy – wojenny (25 marca 1942)[2]
- Order Krzyża Wolności I Klasy z Gwiazdą – wojenny (15 lipca 1942)[2]
- Krzyż Rycerski Krzyża Zasługi Wojennej z mieczami (25 września 1943)[2]
- Krzyż Honorowy dla Walczących na Froncie[2]
- Odznaka za Służbę Wojskową w Heer[2]
  - IV Klasy
  - III Klasy
  - II Klasy
  - I Klasy

- Szpanga Krzyża Żelaznego II Klasy[2]
- Szpanga Krzyża Żelaznego I Klasy[2]